# Зенон Бжозовський
Зенон Ізидор Антоній Бжозовський  гербу Беліна (пол. Zenon Izydor Antoni Brzozowski; 12 квітня 1806, с. Соколівка — 29 квітня 1887, Варшава) — польський зем'янин шляхетського походження.

## Життєпис
Батько — Кароль, маршалок шляхти Ольгопольського повіту. Мати — дружина батька Ксавера Тшецеська, приятелька матері Юліуша Словацького.
Навчався спочатку кілька років вдома, потім в Кременецькому ліцеї в останні роки його діяльності. Правдоподібно, брав участь у Листопадовому повстанні, після чого переїхав за кордон. Весною 1836 року під час перебування у Римі зблизився із Зигмунтом Красінським, познайомився із Словацьким. Завдяки його та братів Александра та Стефана Голинських фінансовій допомозі Ю. Словацький зміг здійснити свою мандрівку на схід.
Після повернення до України господарював у спілці з батьком, зокрема, організував метеорологічну станцію у рідній Соколівці при цукроварні. Від батька як єдиний син отримав у спадок значний маєток (бл. 30000 кріпаків) — давню «фортуну» Конецпольських (Соколівка, Ободівка, Попелюхи).
Помер у Варшаві, похований в Ободівці.

### Родина
У 1835—1836 роках без успіху добивався руки своєї кузини Анелі Мощенської (вона — прототип Анелі з «Беньовського» та сонетів Словацького). Дружина — Еліза (Ельжбета) Замойська, донька ордината Станіслава Костки Замойського (син Анджея-Героніма Замойського) та княжни Софії Чорторийської (донька Адама Казимира Чорторийського), відома своєю релігійністю та філантропією. Її посагом були, зокрема, Ліпкув (пол. Lipków), маєтки на Волині, палац у Варшаві, «посілість» біля Одеси на узбережжі моря. Після одруження жили на Поділлі, але шлюб навряд чим був вдалим.